# Петерман Микита Євгенович
Микита Євгенович Петерман (нар. 12 червня 1999, Бердянськ, Запорізька область, Україна) — український футболіст, центральний захисник «Маріуполя».

## Життєпис
Народився в місті Бердянськ, Запорізька область. Вихованець місцевої ДЮСШ, перший тренер — Дмитро Тамілович. З 2011 по 2015 рік виступав за маріупольську «Азовсталь» у ДЮФЛУ.
У 2016 році перейшов до «Іллічівця». На професіональному рівні дебютував за «Іллічівець-2» 24 липня 2016 року в програному (0:6) виїзному поєдинку 1-о туру Другої ліги проти винниківського «Руху». Микита вийшов на поле на 46-й хвилині, замінивши Івана Мочевінського. Дебютував за першу команду «приазовців» 10 серпня 2016 року в переможному (1:0) виїзному поєдинку 2-о попереднього раунду кубку України проти «Сум». Петерман вийшов на поле на 88-й хвилині, замінивши Данила Папука. У сезоні 2016/17 років за «Іллічівець-2» зіграв 18 матчів у Другій лізі, ще 1 поєдинок провів у кубку України за першу команду «приазовців».
У Прем'єр-лізі в складі «Маріуполя» дебютував 26 травня 2019 року в програному (0:4) виїзному поєдинку 31-о туру проти донецького «Шахтаря». Микита вийшов на поле на 66-й хвилині, замінивши Сергія Горбунова.